# District historique de Downtown Deming
 (mai 2021).
Si vous disposez d'ouvrages ou d'articles de référence ou si vous connaissez des sites web de qualité traitant du thème abordé ici, merci de compléter l'article en donnant les références utiles à sa vérifiabilité et en les liant à la section « Notes et références ».
Le district historique de Downtown Deming – ou Downtown Deming Historic District en anglais – est un district historique américain à Deming, dans le comté de Luna, au Nouveau-Mexique. Inscrit au New Mexico State Register of Cultural Properties depuis le 14 décembre 2012, il l'est au Registre national des lieux historiques depuis le 25 septembre 2013. Il comprend des bâtiments dans de nombreux styles architecturaux, parmi lesquels le style Pueblo Revival est employé par le Morgan Hall, un ancien hôtel de ville qui en est une propriété contributrice.